# Вальганна
Вальганна, Вальґанна (італ. Valganna) — муніципалітет в Італії, у регіоні Ломбардія,  провінція Варезе.
Вальганна розташована на відстані близько 540 км на північний захід від Рима, 60 км на північний захід від Мілана, 13 км на північ від Варезе.
Населення — 1600 осіб (2014).
Щорічний фестиваль відбувається 25 липня. Покровитель — San Cristoforo.

## Демографія
Населення за роками:

Станом на 1 січня 2023 року в муніципалітеті офіційно проживали 124 іноземці з 30 країн, серед них 37 громадян країн Євросоюзу та 10 громадян України.

## Сусідні муніципалітети
- Арчизате
- Бедеро-Валькувія
- Бринціо
- Куассо-аль-Монте
- Кульяте-Фаб'яско
- Кунардо
- Індуно-Олона
- Маркіроло
- Марціо